# Ascheffel
Ascheffel település Németországban, Schleswig-Holstein tartományban. Lakosainak száma 1028 fő (2023. december 31.). Ascheffel Hummelfeld, Brekendorf, Ahlefeld-Bistensee, Damendorf és Hütten (Schleswig) községekkel határos.

## Népesség
A település népességének változása:
| Lakosok száma | 563  | 963  | 986  | 1027 | 978  | 988  | 1026 | 1055 | 1028 |
|               | 1975 | 2006 | 2013 | 2016 | 2017 | 2019 | 2021 | 2022 | 2023 |